# چایاگ
چایاگ (به مجاری:  Csajág) یک شهرداری در مجارستان است که در ناحیه بالاتون‌آلمادی واقع شده‌است. چایاگ ۲۲٫۳۷ کیلومتر مربع مساحت و ۸۸۹ نفر جمعیت دارد.